# Lista över fornlämningar i Kristianstads kommun (Oppmanna)
Lista över fornlämningar i Kristianstads kommun (Oppmanna) är en förteckning av ett urval av de fornlämningar som finns i Oppmanna i Kristianstads kommun.
| Namn          | Lämningstyp                 | Tillkomsttid | Historisk indelning | Plats | Läge                 | ID-nr          | Bild                                 |
| ------------- | --------------------------- | ------------ | ------------------- | ----- | -------------------- | -------------- | ------------------------------------ |
| Oppmanna 6:1  | Grav markerad av sten/block |              | Oppmanna, Skåne     |       | 56.126005, 14.340044 | 10110100060001 | Ladda upp en bild av detta fornminne |
| Oppmanna 7:1  | Hällristning                |              | Oppmanna, Skåne     |       | 56.134423, 14.331486 | 10110100070001 | Ladda upp en bild av detta fornminne |
| Oppmanna 8:1  | Stensättning                |              | Oppmanna, Skåne     |       | 56.110618, 14.323238 | 10110100080001 | Ladda upp en bild av detta fornminne |
| Oppmanna 9:1  | Hög                         |              | Oppmanna, Skåne     |       | 56.116357, 14.320928 | 10110100090001 | Ladda upp en bild av detta fornminne |
| Oppmanna 10:1 | Stensättning                |              | Oppmanna, Skåne     |       | 56.117546, 14.320339 | 10110100100001 | Ladda upp en bild av detta fornminne |
| Oppmanna 11:1 | Hög                         |              | Oppmanna, Skåne     |       | 56.118607, 14.320346 | 10110100110001 | Ladda upp en bild av detta fornminne |
| Oppmanna 12:1 | Hög                         |              | Oppmanna, Skåne     |       | 56.119860, 14.319982 | 10110100120001 | Ladda upp en bild av detta fornminne |
| Oppmanna 15:1 | Hällristning                |              | Oppmanna, Skåne     |       | 56.201371, 14.296484 | 10110100150001 | Ladda upp en bild av detta fornminne |
| Oppmanna 20:1 | Hällristning                |              | Oppmanna, Skåne     |       | 56.155586, 14.296281 | 10110100200001 | Ladda upp en bild av detta fornminne |
| Oppmanna 22:1 | Hällristning                |              | Oppmanna, Skåne     |       | 56.169759, 14.299470 | 10110100220001 | Ladda upp en bild av detta fornminne |
| Oppmanna 26:1 | Stensättning                |              | Oppmanna, Skåne     |       | 56.130778, 14.301781 | 10110100260001 | Ladda upp en bild av detta fornminne |
| Oppmanna 27:1 | Stensättning                |              | Oppmanna, Skåne     |       | 56.112672, 14.321518 | 10110100270001 | Ladda upp en bild av detta fornminne |
| Oppmanna 28:1 | Stensättning                |              | Oppmanna, Skåne     |       | 56.147166, 14.300484 | 10110100280001 | Ladda upp en bild av detta fornminne |
| Oppmanna 29:1 | Stensättning                |              | Oppmanna, Skåne     |       | 56.149121, 14.299515 | 10110100290001 | Ladda upp en bild av detta fornminne |
| Oppmanna 29:2 | Stensättning                |              | Oppmanna, Skåne     |       | 56.149143, 14.299725 | 10110100290002 | Ladda upp en bild av detta fornminne |
| Oppmanna 60:1 | Hällristning                |              | Oppmanna, Skåne     |       | 56.182902, 14.264279 | 10110100600001 | Ladda upp en bild av detta fornminne |
| Oppmanna 68:1 | Hällristning                |              | Oppmanna, Skåne     |       | 56.199237, 14.294975 | 10110100680001 | Ladda upp en bild av detta fornminne |